# Route départementale 216 (Alpes-de-Haute-Provence)
Pour les articles homonymes, voir Route départementale 216.
La route départementale 216, abrégée en RD 216 ou D 216, est une des Routes des Alpes-de-Haute-Provence, qui relie Forcalquier à Villeneuve.

## Tracé de Forcalquier à Villeneuve
- Forcalquier
- Villeneuve